# 大平窩
大平窩，又寫為太平窩，舊稱殺人窩，是臺灣新竹縣新埔鎮的一個傳統地域名稱，位於該鎮北部。相較於今日行政區，其範圍大致包括南平里、北平里。
大平窩地區全境位於鳳山溪右岸支流大平窩溪流域範圍內。

## 歷史
台灣清治末期至日治初期，大平窩地區為一街庄，稱為「大平窩庄」，隸屬於竹北二堡。該庄輪廓略呈東北－西南走向狹長形，西邊及北邊西段與枋寮庄為鄰，北邊東段與糞箕窩庄、羊喜窩庄為鄰，東與大坪庄為鄰，東南邊一小段與四座屋庄為界，南邊為旱坑仔庄。
1901年（日治明治三十四年）11月，全台廢縣廳改設二十廳，該庄隸屬於新竹廳。1909年（明治四十二年）10月，合併二十廳為十二廳，該庄隸屬不變。1920年（大正九年），廢十二廳改設五州二廳，該庄改制為「大平窩」大字，隸屬於新竹州中壢郡新埔庄。1941年，新埔庄升格為新埔街。
戰後新埔街改制為新埔鎮，隸屬於新竹縣，大字亦改制為里。1950年桃、竹、苗分治，新埔鎮隸屬不變。

## 交通
鄉道竹13線是羊喜窩尾至新埔的道路，也是大平窩地區東部的主要連絡道路，大致以東北－西南走向轉縱向蜿蜒經過大平窩地區，向東北可前往羊喜窩尾並止於鄉道竹12線路口，向南可前往下樟樹林、新埔市區並止於縣道118號路口。
鄉道竹14-1線是上枋寮至北平的道路，也是本地區西部的主要連絡道路，其東側端點位於本地區中部的鄉道竹13線路口。由此向西南可前往上枋寮並止於鄉道竹14線路口。

## 學校
- 北平國小